# Jeremejevit
Jeremejevit – minerał boranu glinu ze zmiennymi jonami fluorkowymi i wodorotlenkowymi. Należy do grupy minerałów cyklokrzemianowych, jego wzór chemiczny to Al
6B
5O
15(F,OH)
3. Przez 100 lat był uważany za jeden z najrzadszych kamieni szlachetnych na Ziemi.

## Właściwości
- Jeremejevit prezentuje unikalne właściwości pleochroiczne, co oznacza, że jego kolor zmienia się w różny sposób w zależności od kąta obserwacji[1].
- Krystalizuje się w układzie heksagonalnym[1].
- Osiąga twardość od 6.5 do 7.5 w skali Mohsa[3], a gęstość wynosi od 3.28 do 3.31 g/cm³[4].
- Jeremejevit może mieć kolor od ciemnoniebieskiego, który jest najbardziej ceniony i poszukiwany, po bezbarwny, bladożółty, a nawet brązowy[2].
- Wykazuje dwójłomność na poziomie Δ=0,013[5].
- Pozostawia białą rysę oraz posiada szklisty połysk i muszlowy przełam[4].
- Kryształy jeremejevitu można też łatwo pomylić z akwamarynem[5].
- Jeremejevit krystalizuje się w rombowym układzie kryształów i zazwyczaj tworzy kryształy pryzmatyczne o dobrze określonych ścianach[2].
- Jeremejevit prezentuje unikalne właściwości pleochroiczne, co oznacza, że jego kolor zmienia się w różny sposób w zależności od kąta obserwacji[1].
- Wykazuje dwójłomność na poziomie Δ=0,013[5].
- Kryształy jeremejevitu można też łatwo pomylić z akwamarynem[5].
- Jeremejevit krystalizuje się w rombowym układzie kryształów i zazwyczaj tworzy kryształy pryzmatyczne o dobrze określonych ścianach[2].

## Występowanie
Występuje w pegmatytach granitowych lub wyrzutach wulkanicznych. Współwystępuje najczęściej z albitem, gipsem, turmalinem, miką, skaleniem, fluorytem, topazem oraz kwarcem. Kryształy bardzo rzadko występują w matriksie.

## Miejsce występowania
Po raz pierwszy został opisany w 1883 roku w odłamkach skalnych górze Soktui w Górach Adun-Chilon, na Syberii. Został nazwany na cześć Pawła Władimirowicza Jeremiejewa, rosyjskiego mineraloga, inżyniera i profesora, który jako pierwszy zebrał okazy. Jeremiejew początkowo myślał, że minerał ten to akwamaryn ze względu na jego niebieski kolor, ale późniejsza badania wykazały, że jest to zupełnie nowy i odrębny gatunek minerału. Odkrycie drugiego wystąpienia jeremejevitu, pierwotnie mylonego z akwamarynem, miało miejsce w Namibii w 1973 roku, a później potwierdzono je także w górach Pamiru w Tadżykistanie i okręgu Eifel w Niemczech. Jeremejevit to minerał występujący globalnie, z odkryciami w różnych częściach świata. W Namibii, zwłaszcza w Górach Erongo, kryształy tego minerału charakteryzują się piękną niebieską barwą i doskonałą przezroczystością, związane z granitowymi pegmatytami. Również na Pustyni Namib stwierdzono występowanie jeremejevitów.
W innych częściach świata, takich jak Zimbabwe (Kopalnia Sandawana) czy Austria (region Styrii) również odnotowano obecność jeremejevitów. Na rynku kamieni szlachetnych najwyższą wartość przywiązuje się obecnie do kryształów pochodzących z farmy Ameib w Namibii. Dodatkowo, w Niemczech (Emmelberg) stwierdzono ostatnie znane złoże jeremejewitu, występujące w skałach wulkanicznych, związanego często ze skaleniami. Należy także wspomnieć o niedawnych odkryciach jeremejevitów w 2011 w Birmie, gdzie kryształy występują w kolorze żółtym lub bezbarwnym.